# Pałac Maurycego Poznańskiego
Pałac Maurycego Poznańskiego — pałac fabrykancki z XIX w. znajdujący się w Łodzi przy skrzyżowaniu ulicy S. Więckowskiego z ulicą Gdańską.

## Historia
Został on zbudowany około 1896 roku, dla Maurycego Poznańskiego i jego żony Sary z domu Silberstein. Neorenesansowy pałac powstał według projektu Adolfa Zeligsona, który wzorował się na budynkach pałaców w Wenecji oraz weneckiej biblioteki Sansovina.

## Architektura
Jest to narożny budynek dwupiętrowy z oficyną od ulicy Gdańskiej, budynkami gospodarczymi, tworzącymi wewnętrzny dziedziniec. Pałac na planie litery L, trzykondygnacyjny.
Pałac przyuliczny z rozległym ogrodem (już nieistniejącym). Regularnie ułożone okna zakończone półkoliście oraz urozmaicone regularne balkony, to charakterystyczne elementy elewacji. Budynek wieńczy attyka z przywróconymi przy remoncie budynku w 2010 roku rzeźbami.
Pałac miał charakter rezydencjalno-mieszkalny. Od 1947 roku gmach jest siedzibą Muzeum Sztuki w Łodzi znaną pod nazwą ms1. Z tego też powodu usunięto z większości salonów sztukateryjne dekoracje i boazerie. Przetrwały one jedynie w dzisiejszej sali odczytowej oraz na klatce schodowej, ze ścianami wykładanymi trawertynem i marmurem, piękną balustradą oraz z ogromnym witrażem.